# Hubertus Antonius van der Aa
Pour les articles homonymes, voir van der Aa.
Hubertus Antonius van der Aa (5 juillet 1935 - 7 mai 2017) est un botaniste et mycologue néerlandais.